# Comuni della Repubblica Ceca (P)
Questa pagina contiene l'elenco dei comuni cechi il cui nome inizia con la lettera P.
Per ciascun comune sono indicati il distretto e la regione d'appartenenza. I comuni che hanno lo status di città (město) sono indicati in grassetto, quelli che hanno lo status di comune mercato (městys) in corsivo.
| Comune                             | Distretto           | Regione             |
| ---------------------------------- | ------------------- | ------------------- |
| Paběnice                           | Kutná Hora          | Boemia centrale     |
| Paceřice                           | Liberec             | Liberec             |
| Pacetluky                          | Kroměříž            | Zlín                |
| Pacov                              | Pelhřimov           | Vysočina            |
| Pačejov                            | Klatovy             | Plzeň               |
| Pačlavice                          | Kroměříž            | Zlín                |
| Páleč                              | Kladno              | Boemia centrale     |
| Palkovice                          | Frýdek-Místek       | Moravia-Slesia      |
| Palonín                            | Šumperk             | Olomouc             |
| Pálovice                           | Třebíč              | Vysočina            |
| Pamětice                           | Blansko             | Moravia meridionale |
| Panenská Rozsíčka                  | Jihlava             | Vysočina            |
| Panenské Břežany                   | Praha-východ        | Boemia centrale     |
| Panenský Týnec                     | Louny               | Ústí nad Labem      |
| Panoší Újezd                       | Rakovník            | Boemia centrale     |
| Panské Dubenky                     | Jihlava             | Vysočina            |
| Paračov                            | Strakonice          | Boemia meridionale  |
| Pardubice                          | Pardubice           | Pardubice           |
| Paršovice                          | Přerov              | Olomouc             |
| Partutovice                        | Přerov              | Olomouc             |
| Pařezov                            | Domažlice           | Plzeň               |
| Pasečnice                          | Domažlice           | Plzeň               |
| Paseka                             | Olomouc             | Olomouc             |
| Paseky                             | Písek               | Boemia meridionale  |
| Paseky nad Jizerou                 | Semily              | Liberec             |
| Paskov                             | Frýdek-Místek       | Moravia-Slesia      |
| Pasohlávky                         | Brno-venkov         | Moravia meridionale |
| Pastuchovice                       | Plzeň-sever         | Plzeň               |
| Pastviny                           | Ústí nad Orlicí     | Pardubice           |
| Pašinka                            | Kolín               | Boemia centrale     |
| Pašovice                           | Uherské Hradiště    | Zlín                |
| Pátek                              | Nymburk             | Boemia centrale     |
| Patokryje                          | Most                | Ústí nad Labem      |
| Pavlice (Repubblica Ceca)          | Znojmo              | Moravia meridionale |
| Pavlíkov                           | Rakovník            | Boemia centrale     |
| Pavlínov                           | Žďár nad Sázavou    | Vysočina            |
| Pavlov (Havlíčkův Brod)            | Havlíčkův Brod      | Vysočina            |
| Pavlov (Jihlava)                   | Jihlava             | Vysočina            |
| Pavlov (Boemia centrale)           | Kladno              | Boemia centrale     |
| Pavlov (Pelhřimov)                 | Pelhřimov           | Vysočina            |
| Pavlov (Žďár nad Sázavou)          | Žďár nad Sázavou    | Vysočina            |
| Pavlov (Moravia meridionale)       | Břeclav             | Moravia meridionale |
| Pavlov (Olomouc)                   | Šumperk             | Olomouc             |
| Pavlovice                          | Benešov             | Boemia centrale     |
| Pavlovice u Kojetína               | Prostějov           | Olomouc             |
| Pavlovice u Přerova                | Přerov              | Olomouc             |
| Pazderna                           | Frýdek-Místek       | Moravia-Slesia      |
| Pec (Repubblica Ceca)              | Domažlice           | Plzeň               |
| Pec pod Sněžkou                    | Trutnov             | Hradec Králové      |
| Pecka                              | Jičín               | Hradec Králové      |
| Peč                                | Jindřichův Hradec   | Boemia meridionale  |
| Pečice                             | Příbram             | Boemia centrale     |
| Pěčice                             | Mladá Boleslav      | Boemia centrale     |
| Pěčín                              | Rychnov nad Kněžnou | Hradec Králové      |
| Pečky                              | Kolín               | Boemia centrale     |
| Pěčnov                             | Prachatice          | Boemia meridionale  |
| Pelechy                            | Domažlice           | Plzeň               |
| Pelhřimov                          | Pelhřimov           | Vysočina            |
| Pěnčín (Jablonec nad Nisou)        | Jablonec nad Nisou  | Liberec             |
| Pěnčín (Olomouc)                   | Prostějov           | Olomouc             |
| Pěnčín (Liberec)                   | Liberec             | Liberec             |
| Perálec                            | Chrudim             | Pardubice           |
| Perná                              | Břeclav             | Moravia meridionale |
| Pernarec                           | Plzeň-sever         | Plzeň               |
| Pernink                            | Karlovy Vary        | Karlovy Vary        |
| Pernštejnské Jestřabí              | Brno-venkov         | Moravia meridionale |
| Perštejn                           | Chomutov            | Ústí nad Labem      |
| Pertoltice (Boemia centrale)       | Kutná Hora          | Boemia centrale     |
| Pertoltice (Liberec)               | Liberec             | Liberec             |
| Pertoltice pod Ralskem             | Česká Lípa          | Liberec             |
| Peruc                              | Louny               | Ústí nad Labem      |
| Peřimov                            | Semily              | Liberec             |
| Pesvice                            | Chomutov            | Ústí nad Labem      |
| Pětihosty                          | Praha-východ        | Boemia centrale     |
| Pětikozly                          | Mladá Boleslav      | Boemia centrale     |
| Pětipsy                            | Chomutov            | Ústí nad Labem      |
| Petkovy                            | Mladá Boleslav      | Boemia centrale     |
| Petráveč                           | Žďár nad Sázavou    | Vysočina            |
| Petrohrad                          | Louny               | Ústí nad Labem      |
| Petroupim                          | Benešov             | Boemia centrale     |
| Petrov (Hodonín)                   | Hodonín             | Moravia meridionale |
| Petrov (Boemia centrale)           | Praha-západ         | Boemia centrale     |
| Petrov (Blansko)                   | Blansko             | Moravia meridionale |
| Petrovice (Blansko)                | Blansko             | Moravia meridionale |
| Petrovice (Moravia-Slesia)         | Bruntál             | Moravia-Slesia      |
| Petrovice (Hradec Králové)         | Hradec Králové      | Hradec Králové      |
| Petrovice (Příbram)                | Příbram             | Boemia centrale     |
| Petrovice (Rakovník)               | Rakovník            | Boemia centrale     |
| Petrovice (Vysočina)               | Třebíč              | Vysočina            |
| Petrovice (Znojmo)                 | Znojmo              | Moravia meridionale |
| Petrovice (Ústí nad Labem)         | Ústí nad Labem      | Ústí nad Labem      |
| Petrovice (Pardubice)              | Ústí nad Orlicí     | Pardubice           |
| Petrovice I                        | Kutná Hora          | Boemia centrale     |
| Petrovice II                       | Kutná Hora          | Boemia centrale     |
| Petrovice u Karviné                | Karviná             | Moravia-Slesia      |
| Petrovice u Sušice                 | Klatovy             | Plzeň               |
| Petrovičky                         | Jičín               | Hradec Králové      |
| Petrůvka                           | Zlín                | Zlín                |
| Petrůvky                           | Třebíč              | Vysočina            |
| Petříkov (Boemia centrale)         | Praha-východ        | Boemia centrale     |
| Petříkov (Boemia meridionale)      | České Budějovice    | Boemia meridionale  |
| Petřvald                           | Karviná             | Moravia-Slesia      |
| Petřvald (Nový Jičín)              | Nový Jičín          | Moravia-Slesia      |
| Pchery                             | Kladno              | Boemia centrale     |
| Pičín                              | Příbram             | Boemia centrale     |
| Pikárec                            | Žďár nad Sázavou    | Vysočina            |
| Pila (Repubblica Ceca)             | Karlovy Vary        | Karlovy Vary        |
| Pilníkov                           | Trutnov             | Hradec Králové      |
| Písařov                            | Šumperk             | Olomouc             |
| Písečná (Moravia-Slesia)           | Frýdek-Místek       | Moravia-Slesia      |
| Písečná (Olomouc)                  | Jeseník             | Olomouc             |
| Písečná (Pardubice)                | Ústí nad Orlicí     | Pardubice           |
| Písečné (Vysočina)                 | Žďár nad Sázavou    | Vysočina            |
| Písečné (Boemia meridionale)       | Jindřichův Hradec   | Boemia meridionale  |
| Písek                              | Písek               | Boemia meridionale  |
| Písek (Moravia-Slesia)             | Frýdek-Místek       | Moravia-Slesia      |
| Písek (Hradec Králové)             | Hradec Králové      | Hradec Králové      |
| Písková Lhota (Mladá Boleslav)     | Mladá Boleslav      | Boemia centrale     |
| Písková Lhota (Nymburk)            | Nymburk             | Boemia centrale     |
| Pístina                            | Jindřichův Hradec   | Boemia meridionale  |
| Písty                              | Nymburk             | Boemia centrale     |
| Píšť (Moravia-Slesia)              | Opava               | Moravia-Slesia      |
| Píšť (Vysočina)                    | Pelhřimov           | Vysočina            |
| Píšťany                            | Litoměřice          | Ústí nad Labem      |
| Pištín                             | České Budějovice    | Boemia meridionale  |
| Pitín                              | Uherské Hradiště    | Zlín                |
| Pivín                              | Prostějov           | Olomouc             |
| Pivkovice                          | Strakonice          | Boemia meridionale  |
| Planá                              | Tachov              | Plzeň               |
| Planá (Boemia meridionale)         | České Budějovice    | Boemia meridionale  |
| Planá nad Lužnicí                  | Tábor               | Boemia meridionale  |
| Plaňany                            | Kolín               | Boemia centrale     |
| Plandry                            | Jihlava             | Vysočina            |
| Pláně                              | Plzeň-sever         | Plzeň               |
| Plánice                            | Klatovy             | Plzeň               |
| Plasy                              | Plzeň-sever         | Plzeň               |
| Plav (Repubblica Ceca)             | České Budějovice    | Boemia meridionale  |
| Plaveč (Repubblica Ceca)           | Znojmo              | Moravia meridionale |
| Plavsko                            | Jindřichův Hradec   | Boemia meridionale  |
| Plavy                              | Jablonec nad Nisou  | Liberec             |
| Plazy                              | Mladá Boleslav      | Boemia centrale     |
| Plenkovice                         | Znojmo              | Moravia meridionale |
| Plesná                             | Cheb                | Karlovy Vary        |
| Pleše                              | Jindřichův Hradec   | Boemia meridionale  |
| Plešnice                           | Plzeň-sever         | Plzeň               |
| Pletený Újezd                      | Kladno              | Boemia centrale     |
| Plch                               | Pardubice           | Pardubice           |
| Plchov                             | Kladno              | Boemia centrale     |
| Plchovice                          | Ústí nad Orlicí     | Pardubice           |
| Plískov                            | Rokycany            | Plzeň               |
| Ploskovice                         | Litoměřice          | Ústí nad Labem      |
| Pluhův Žďár                        | Jindřichův Hradec   | Boemia meridionale  |
| Plumlov                            | Prostějov           | Olomouc             |
| Plužná                             | Mladá Boleslav      | Boemia centrale     |
| Plzeň                              | Plzeň-město         | Plzeň               |
| Pnětluky                           | Louny               | Ústí nad Labem      |
| Pňov-Předhradí                     | Kolín               | Boemia centrale     |
| Pňovany                            | Plzeň-sever         | Plzeň               |
| Pňovice                            | Olomouc             | Olomouc             |
| Poběžovice (Plzeň)                 | Domažlice           | Plzeň               |
| Poběžovice u Holic                 | Pardubice           | Pardubice           |
| Poběžovice u Přelouče              | Pardubice           | Pardubice           |
| Pocinovice                         | Domažlice           | Plzeň               |
| Počaply                            | Příbram             | Boemia centrale     |
| Počátky                            | Pelhřimov           | Vysočina            |
| Počedělice                         | Louny               | Ústí nad Labem      |
| Počenice-Tetětice                  | Kroměříž            | Zlín                |
| Počepice                           | Příbram             | Boemia centrale     |
| Počitky                            | Žďár nad Sázavou    | Vysočina            |
| Podbořanský Rohozec                | Louny               | Ústí nad Labem      |
| Podbořany                          | Louny               | Ústí nad Labem      |
| Podbrdy                            | Beroun              | Boemia centrale     |
| Podbřezí                           | Rychnov nad Kněžnou | Hradec Králové      |
| Podbřežice                         | Vyškov              | Moravia meridionale |
| Poděbrady                          | Nymburk             | Boemia centrale     |
| Poděšín                            | Žďár nad Sázavou    | Vysočina            |
| Poděvousy                          | Domažlice           | Plzeň               |
| Podhorní Ůjezd a Vojice            | Jičín               | Hradec Králové      |
| Podhořany u Ronova                 | Chrudim             | Pardubice           |
| Podhradí (Hradec Králové)          | Jičín               | Hradec Králové      |
| Podhradí (Zlín)                    | Zlín                | Zlín                |
| Podhradí (Karlovy Vary)            | Cheb                | Karlovy Vary        |
| Podhradí nad Dyjí                  | Znojmo              | Moravia meridionale |
| Podhradní Lhota                    | Kroměříž            | Zlín                |
| Podivice                           | Vyškov              | Moravia meridionale |
| Podivín                            | Břeclav             | Moravia meridionale |
| Podkopná Lhota                     | Zlín                | Zlín                |
| Podlesí (Boemia centrale)          | Příbram             | Boemia centrale     |
| Podlesí (Pardubice)                | Ústí nad Orlicí     | Pardubice           |
| Podlešín                           | Kladno              | Boemia centrale     |
| Podluhy                            | Beroun              | Boemia centrale     |
| Podmoklany                         | Havlíčkův Brod      | Vysočina            |
| Podmokly (Klatovy)                 | Klatovy             | Plzeň               |
| Podmokly (Rokycany)                | Rokycany            | Plzeň               |
| Podmoky (Vysočina)                 | Havlíčkův Brod      | Vysočina            |
| Podmoky (Boemia centrale)          | Nymburk             | Boemia centrale     |
| Podmolí                            | Znojmo              | Moravia meridionale |
| Podmyče                            | Znojmo              | Moravia meridionale |
| Podolanka                          | Praha-východ        | Boemia centrale     |
| Podolí (Moravia meridionale)       | Brno-venkov         | Moravia meridionale |
| Podolí (Uherské Hradiště)          | Uherské Hradiště    | Zlín                |
| Podolí (Vsetín)                    | Vsetín              | Zlín                |
| Podolí (Vysočina)                  | Žďár nad Sázavou    | Vysočina            |
| Podolí (Olomouc)                   | Přerov              | Olomouc             |
| Podolí I                           | Písek               | Boemia meridionale  |
| Podomí                             | Vyškov              | Moravia meridionale |
| Podsedice                          | Litoměřice          | Ústí nad Labem      |
| Podůlšany                          | Pardubice           | Pardubice           |
| Podůlší                            | Jičín               | Hradec Králové      |
| Podveky                            | Kutná Hora          | Boemia centrale     |
| Pohled                             | Havlíčkův Brod      | Vysočina            |
| Pohledy                            | Svitavy             | Pardubice           |
| Pohnánec                           | Tábor               | Boemia meridionale  |
| Pohnání                            | Tábor               | Boemia meridionale  |
| Pohorovice                         | Strakonice          | Boemia meridionale  |
| Pohorská Ves                       | Český Krumlov       | Boemia meridionale  |
| Pohořelice                         | Brno-venkov         | Moravia meridionale |
| Pohořelice (Zlín)                  | Zlín                | Zlín                |
| Pohoří (Boemia centrale)           | Praha-západ         | Boemia centrale     |
| Pohoří (Hradec Králové)            | Rychnov nad Kněžnou | Hradec Králové      |
| Pochvalov                          | Rakovník            | Boemia centrale     |
| Pojbuky                            | Tábor               | Boemia meridionale  |
| Pokojov                            | Žďár nad Sázavou    | Vysočina            |
| Pokojovice                         | Třebíč              | Vysočina            |
| Pokřikov                           | Chrudim             | Pardubice           |
| Polánka                            | Plzeň-jih           | Plzeň               |
| Poleň                              | Klatovy             | Plzeň               |
| Polepy (Boemia centrale)           | Kolín               | Boemia centrale     |
| Polepy (Ústí nad Labem)            | Litoměřice          | Ústí nad Labem      |
| Polerady (Boemia centrale)         | Praha-východ        | Boemia centrale     |
| Polerady (Ústí nad Labem)          | Most                | Ústí nad Labem      |
| Polesí                             | Pelhřimov           | Vysočina            |
| Polešovice                         | Uherské Hradiště    | Zlín                |
| Polevsko                           | Česká Lípa          | Liberec             |
| Police (Vysočina)                  | Třebíč              | Vysočina            |
| Police (Zlín)                      | Vsetín              | Zlín                |
| Police (Olomouc)                   | Šumperk             | Olomouc             |
| Police nad Metují                  | Náchod              | Hradec Králové      |
| Polička                            | Svitavy             | Pardubice           |
| Polkovice                          | Přerov              | Olomouc             |
| Polná                              | Jihlava             | Vysočina            |
| Polní Chrčice                      | Kolín               | Boemia centrale     |
| Polní Voděrady                     | Kolín               | Boemia centrale     |
| Polnička                           | Žďár nad Sázavou    | Vysočina            |
| Polom (Olomouc)                    | Přerov              | Olomouc             |
| Polom (Hradec Králové)             | Rychnov nad Kněžnou | Hradec Králové      |
| Polomí                             | Prostějov           | Olomouc             |
| Polště                             | Jindřichův Hradec   | Boemia meridionale  |
| Pomezí                             | Svitavy             | Pardubice           |
| Pomezí nad Ohří                    | Cheb                | Karlovy Vary        |
| Ponědraž                           | Jindřichův Hradec   | Boemia meridionale  |
| Ponědrážka                         | Jindřichův Hradec   | Boemia meridionale  |
| Ponětovice                         | Brno-venkov         | Moravia meridionale |
| Poniklá                            | Semily              | Liberec             |
| Popelín                            | Jindřichův Hradec   | Boemia meridionale  |
| Popice                             | Břeclav             | Moravia meridionale |
| Popovice (Boemia centrale)         | Benešov             | Boemia centrale     |
| Popovice (Moravia meridionale)     | Brno-venkov         | Moravia meridionale |
| Popovice (Zlín)                    | Uherské Hradiště    | Zlín                |
| Popovičky                          | Praha-východ        | Boemia centrale     |
| Popůvky (Moravia meridionale)      | Brno-venkov         | Moravia meridionale |
| Popůvky (Vysočina)                 | Třebíč              | Vysočina            |
| Poříčany                           | Kolín               | Boemia centrale     |
| Poříčí nad Sázavou                 | Benešov             | Boemia centrale     |
| Poříčí u Litomyšle                 | Svitavy             | Pardubice           |
| Postoloprty                        | Louny               | Ústí nad Labem      |
| Postřekov                          | Domažlice           | Plzeň               |
| Postřelmov                         | Šumperk             | Olomouc             |
| Postřelmůvek                       | Šumperk             | Olomouc             |
| Postřižín                          | Mělník              | Boemia centrale     |
| Postupice                          | Benešov             | Boemia centrale     |
| Pošná                              | Pelhřimov           | Vysočina            |
| Poštovice                          | Kladno              | Boemia centrale     |
| Poteč                              | Zlín                | Zlín                |
| Potěhy                             | Kutná Hora          | Boemia centrale     |
| Potštát                            | Přerov              | Olomouc             |
| Potštejn                           | Rychnov nad Kněžnou | Hradec Králové      |
| Potůčky                            | Karlovy Vary        | Karlovy Vary        |
| Potvorov                           | Plzeň-sever         | Plzeň               |
| Poustka (Karlovy Vary)             | Cheb                | Karlovy Vary        |
| Pouzdřany                          | Břeclav             | Moravia meridionale |
| Povrly                             | Ústí nad Labem      | Ústí nad Labem      |
| Pozďatín                           | Třebíč              | Vysočina            |
| Pozděchov                          | Vsetín              | Zlín                |
| Pozdeň                             | Kladno              | Boemia centrale     |
| Pozlovice                          | Zlín                | Zlín                |
| Pozořice                           | Brno-venkov         | Moravia meridionale |
| Prace                              | Brno-venkov         | Moravia meridionale |
| Pracejovice                        | Strakonice          | Boemia meridionale  |
| Prackovice nad Labem               | Litoměřice          | Ústí nad Labem      |
| Práče                              | Znojmo              | Moravia meridionale |
| Prádlo                             | Plzeň-jih           | Plzeň               |
| Prachatice                         | Prachatice          | Boemia meridionale  |
| Prachovice                         | Chrudim             | Pardubice           |
| Prakšice                           | Uherské Hradiště    | Zlín                |
| Prameny                            | Cheb                | Karlovy Vary        |
| Prasek                             | Hradec Králové      | Hradec Králové      |
| Praskačka                          | Hradec Králové      | Hradec Králové      |
| Prasklice                          | Kroměříž            | Zlín                |
| Praskolesy                         | Beroun              | Boemia centrale     |
| Prášily                            | Klatovy             | Plzeň               |
| Pravčice                           | Kroměříž            | Zlín                |
| Pravice                            | Znojmo              | Moravia meridionale |
| Pravlov                            | Brno-venkov         | Moravia meridionale |
| Pravonín                           | Benešov             | Boemia centrale     |
| Pravy                              | Pardubice           | Pardubice           |
| Pražmo                             | Frýdek-Místek       | Moravia-Slesia      |
| Prlov                              | Vsetín              | Zlín                |
| Proboštov                          | Teplice             | Ústí nad Labem      |
| Probulov                           | Písek               | Boemia meridionale  |
| Prodašice                          | Mladá Boleslav      | Boemia centrale     |
| Prokopov                           | Znojmo              | Moravia meridionale |
| Proruby                            | Rychnov nad Kněžnou | Hradec Králové      |
| Proseč (Pardubice)                 | Chrudim             | Pardubice           |
| Proseč (Vysočina)                  | Pelhřimov           | Vysočina            |
| Proseč pod Ještědem                | Liberec             | Liberec             |
| Proseč pod Křemešníkem             | Pelhřimov           | Vysočina            |
| Prosečné                           | Trutnov             | Hradec Králové      |
| Prosenice                          | Přerov              | Olomouc             |
| Prosenická Lhota                   | Příbram             | Boemia centrale     |
| Prosetín (Pardubice)               | Chrudim             | Pardubice           |
| Prosetín (Vysočina)                | Žďár nad Sázavou    | Vysočina            |
| Prosíčka                           | Havlíčkův Brod      | Vysočina            |
| Prosiměřice                        | Znojmo              | Moravia meridionale |
| Prostějov                          | Prostějov           | Olomouc             |
| Prostějovičky                      | Prostějov           | Olomouc             |
| Prostiboř                          | Tachov              | Plzeň               |
| Prostřední Bečva                   | Vsetín              | Zlín                |
| Prostřední Poříčí                  | Blansko             | Moravia meridionale |
| Protivanov                         | Prostějov           | Olomouc             |
| Protivín                           | Písek               | Boemia meridionale  |
| Provodín                           | Česká Lípa          | Liberec             |
| Provodov                           | Zlín                | Zlín                |
| Provodov-Šonov                     | Náchod              | Hradec Králové      |
| Provodovice                        | Přerov              | Olomouc             |
| Prštice                            | Brno-venkov         | Moravia meridionale |
| Průhonice                          | Praha-západ         | Boemia centrale     |
| Prusice (Repubblica Ceca)          | Praha-východ        | Boemia centrale     |
| Prusinovice                        | Kroměříž            | Zlín                |
| Prusy-Boškůvky                     | Vyškov              | Moravia meridionale |
| Prušánky                           | Hodonín             | Moravia meridionale |
| Prysk                              | Česká Lípa          | Liberec             |
| Pržno (Zlín)                       | Vsetín              | Zlín                |
| Pržno (Moravia-Slesia)             | Frýdek-Místek       | Moravia-Slesia      |
| Přáslavice                         | Olomouc             | Olomouc             |
| Přeborov                           | Písek               | Boemia meridionale  |
| Přebuz                             | Sokolov             | Karlovy Vary        |
| Přeckov                            | Třebíč              | Vysočina            |
| Předboj                            | Praha-východ        | Boemia centrale     |
| Předenice                          | Plzeň-jih           | Plzeň               |
| Předhradí                          | Chrudim             | Pardubice           |
| Předín                             | Třebíč              | Vysočina            |
| Předklášteří                       | Brno-venkov         | Moravia meridionale |
| Předmíř                            | Strakonice          | Boemia meridionale  |
| Předměřice nad Jizerou             | Mladá Boleslav      | Boemia centrale     |
| Předměřice nad Labem               | Hradec Králové      | Hradec Králové      |
| Přední Výtoň                       | Český Krumlov       | Boemia meridionale  |
| Přední Zborovice                   | Strakonice          | Boemia meridionale  |
| Předotice                          | Písek               | Boemia meridionale  |
| Předslav                           | Klatovy             | Plzeň               |
| Předslavice                        | Strakonice          | Boemia meridionale  |
| Přehořov                           | Tábor               | Boemia meridionale  |
| Přehvozdí                          | Kolín               | Boemia centrale     |
| Přehýšov                           | Plzeň-sever         | Plzeň               |
| Přechovice                         | Strakonice          | Boemia meridionale  |
| Přelíc                             | Kladno              | Boemia centrale     |
| Přelouč                            | Pardubice           | Pardubice           |
| Přelovice                          | Pardubice           | Pardubice           |
| Přemyslovice                       | Prostějov           | Olomouc             |
| Přepeře (Boemia centrale)          | Mladá Boleslav      | Boemia centrale     |
| Přepeře (Liberec)                  | Semily              | Liberec             |
| Přepychy (Pardubice)               | Pardubice           | Pardubice           |
| Přepychy (Hradec Králové)          | Rychnov nad Kněžnou | Hradec Králové      |
| Přerov                             | Přerov              | Olomouc             |
| Přerov nad Labem                   | Nymburk             | Boemia centrale     |
| Přerubenice                        | Rakovník            | Boemia centrale     |
| Přeskače                           | Znojmo              | Moravia meridionale |
| Přestanov                          | Ústí nad Labem      | Ústí nad Labem      |
| Přestavlky (Pardubice)             | Chrudim             | Pardubice           |
| Přestavlky (Plzeň)                 | Plzeň-jih           | Plzeň               |
| Přestavlky (Ústí nad Labem)        | Litoměřice          | Ústí nad Labem      |
| Přestavlky (Olomouc)               | Přerov              | Olomouc             |
| Přestavlky u Čerčan                | Benešov             | Boemia centrale     |
| Přešovice                          | Třebíč              | Vysočina            |
| Přeštěnice                         | Písek               | Boemia meridionale  |
| Přeštice                           | Plzeň-jih           | Plzeň               |
| Přešťovice                         | Strakonice          | Boemia meridionale  |
| Převýšov                           | Hradec Králové      | Hradec Králové      |
| Přezletice                         | Praha-východ        | Boemia centrale     |
| Přibice                            | Brno-venkov         | Moravia meridionale |
| Příbor                             | Nový Jičín          | Moravia-Slesia      |
| Příbram                            | Příbram             | Boemia centrale     |
| Příbram na Moravě                  | Brno-venkov         | Moravia meridionale |
| Příbraz                            | Jindřichův Hradec   | Boemia meridionale  |
| Přibyslav                          | Havlíčkův Brod      | Vysočina            |
| Přibyslav (Hradec Králové)         | Náchod              | Hradec Králové      |
| Přibyslavice (Moravia meridionale) | Brno-venkov         | Moravia meridionale |
| Přibyslavice (Vysočina)            | Třebíč              | Vysočina            |
| Příčina                            | Rakovník            | Boemia centrale     |
| Příčovy                            | Příbram             | Boemia centrale     |
| Přídolí                            | Český Krumlov       | Boemia meridionale  |
| Příchovice                         | Plzeň-jih           | Plzeň               |
| Příkazy                            | Olomouc             | Olomouc             |
| Příkosice                          | Rokycany            | Plzeň               |
| Příkrý                             | Semily              | Liberec             |
| Přílepy (Zlín)                     | Kroměříž            | Zlín                |
| Přílepy (Boemia centrale)          | Rakovník            | Boemia centrale     |
| Příluka                            | Svitavy             | Pardubice           |
| Přimda                             | Tachov              | Plzeň               |
| Přísečná                           | Český Krumlov       | Boemia meridionale  |
| Příseka                            | Havlíčkův Brod      | Vysočina            |
| Přísnotice                         | Brno-venkov         | Moravia meridionale |
| Přistoupim                         | Kolín               | Boemia centrale     |
| Přišimasy                          | Kolín               | Boemia centrale     |
| Příšov                             | Plzeň-sever         | Plzeň               |
| Příšovice                          | Liberec             | Liberec             |
| Příštpo                            | Třebíč              | Vysočina            |
| Přítluky                           | Břeclav             | Moravia meridionale |
| Přívětice                          | Rokycany            | Plzeň               |
| Přívrat                            | Ústí nad Orlicí     | Pardubice           |
| Psárov                             | Tábor               | Boemia meridionale  |
| Psáry                              | Praha-západ         | Boemia centrale     |
| Psáře                              | Benešov             | Boemia centrale     |
| Pstruží                            | Frýdek-Místek       | Moravia-Slesia      |
| Pšánky                             | Hradec Králové      | Hradec Králové      |
| Pšov                               | Karlovy Vary        | Karlovy Vary        |
| Pšovlky                            | Rakovník            | Boemia centrale     |
| Ptení                              | Prostějov           | Olomouc             |
| Ptenín                             | Plzeň-jih           | Plzeň               |
| Ptice                              | Praha-západ         | Boemia centrale     |
| Ptýrov                             | Mladá Boleslav      | Boemia centrale     |
| Puclice                            | Domažlice           | Plzeň               |
| Pucov (Repubblica Ceca)            | Třebíč              | Vysočina            |
| Puchlovice                         | Hradec Králové      | Hradec Králové      |
| Puklice                            | Jihlava             | Vysočina            |
| Pulečný                            | Jablonec nad Nisou  | Liberec             |
| Pustá Kamenice                     | Svitavy             | Pardubice           |
| Pustá Polom                        | Opava               | Moravia-Slesia      |
| Pustá Rybná                        | Svitavy             | Pardubice           |
| Pustějov                           | Nový Jičín          | Moravia-Slesia      |
| Pustiměř                           | Vyškov              | Moravia meridionale |
| Pustina                            | Ústí nad Orlicí     | Pardubice           |
| Pustověty                          | Rakovník            | Boemia centrale     |
| Putim                              | Písek               | Boemia meridionale  |
| Putimov                            | Pelhřimov           | Vysočina            |
| Pyšel                              | Třebíč              | Vysočina            |
| Pyšely                             | Benešov             | Boemia centrale     |